# Clan Sagara
El clan Sagara fue, durante el período Edo, un clan Tozama (señores feudales no hereditarios o daimyos en Japón durante el período Tokugawa (1603-1867), cuya casa había sido igual a la casa Tokugawa antes del establecimiento del shogunato (dictadura militar hereditaria). A pesar de su falta de lazos hereditarios al shogunato, estas casas, por su importancia y el estado, se les permitió conservar sus dominios) que gobernó en la comarca de Hitoyoshi en la provincia de Higo El dominio se jactaba de tener un kokudaka (renta) de 22.000 koku.
Los Sagara descencían originalmente del clan Fujiwara, y se cree que tomaron su nombre del señorío que ellos mantuvieron en Sagara, en el distrito de Haibara en la provincia de Tôtômi durante el periodo Kamakura. En 1198, el año antes de su muerte, Minamoto no Yoritomo concedió el territorio de Hitoyoshi (en Kyushu, en la actual prefectura de Kumamoto) a los Sagara.
Hitoyoshi está completamente rodeado por montañas, haciéndolo fácilmente  defendible, lo que permitió a los Sagara sobrevivir de manera relativamente fácil a los ataques de sus vecinos durante el período Sengoku.
Sagara Nagatsune inicialmente luchó con el ejército del Oeste (contra Tokugawa Ieyasu) en la batalla de Sekigahara, pero en secreto envió un emisario a Ieyasu declarando su aliado. Entonces, cuando las fuerzas de Ieyasu mantuvieron el asedio del castillo de Ogaki de Nagatsune, él permitió la entrada de los atacantes, lo que le valió para aliviar la enemistad de Tokugawa Ieyasu. Posteriormente contribuyó también con los esfuerzos de Ieyasu durante el asedio de Osaka, y ganó una gran reputación para su clan.
- Datos: Q133474
- Multimedia: Sagara clan / Q133474